# كالا باتهار
كالا باتهار (بالهندية: काला पत्थर)‏ (بالإنجليزية: Kaala Patthar) هو فيلم درامي أكشن هندي باللغة الهندية، صدر عام 1979، من إنتاج وإخراج ياش تشوبرا، وكتب سيناريوه سليم-جاويد. يستند الفيلم إلى كارثة منجم شاسنالا، وهو التعاون الرابع بين المخرج تشوبرا والممثلين شاشي كابور وأميتاب باتشان.

## قصة
فيجاي بال سينغ هو قبطان البحرية التجارية المخزية الذي وصفه المجتمع بالجبان وأهانه ونبذه والداه لتخليه عن سفينته ومخاطرة حياة أكثر من 300 راكب. شعر بالذنب بسبب جبنه، وبدأ العمل كعامل منجم فحم لنسيان ماضيه. التقى وأصبح صديقًا لرافي، وهو مهندس مسؤول عن المناجم. كما أنه صنع عدوًا في زميل عمل آخر يُدعى مانغال وهو سجين هارب يعمل في المناجم لتجنب الشرطة. يأتي ماضي فيجاي ليطارده في كل مرة يحاول فيها الحصول على بعض النوم. رأى مانغال يسبب مشاكل لعمال مناجم الفحم، حاول فيجاي الدفاع عن عمال المناجم ضد مانغال، كانت هناك بعض المعارك بينهما ثم في أحد الأيام أصيب مانغال في حادث وحمله فيجاي إلى عيادة الدكتور سودها وأعطى دمه لإنقاذ حياة مانغال، أصبحوا في النهاية أصدقاء. الشخص الوحيد الذي يدعم فيجاي هو الدكتور سودها سين، الذي يحاول إجباره على مواجهة ماضيه والمضي قدمًا. رافي ومانغال لديهما علاقات عاطفية خاصة مع أنيتا وتشانو، على التوالي.
سيث دانراج، رئيس جشع يُصعّب حياة عمال مناجم الفحم بتزويدهم بمعدات رديئة، وإمدادات طبية غير كافية، ونقص في المرافق. يتحد فيجاي ورافي ومانغال للنضال من أجل العدالة ضد دانراج. تغمر المياه المناجم، مما يعرض حياة مئات العمال المحاصرين تحت الأرض للخطر. ينجح رافي وفيجاي ومانغال في إنقاذ عمال المناجم، على الرغم من إصابة رافي في ساقه ووفاة مانغال.

## روابط خارجية
- كالا باتهار على موقع IMDb (الإنجليزية)
- كالا باتهار على موقع روتن توميتوز (الإنجليزية)
- كالا باتهار على موقع نتفليكس (الإنجليزية)
- كالا باتهار على موقع أول موفي (الإنجليزية)
- كالا باتهار على موقع فيلمافينيتي (الإسبانية)
- كالا باتهار على موقع قاعدة بيانات الفيلم (الإنجليزية)
- كالا باتهار على موقع ليتربوكسد (الإنجليزية)
- كالا باتهار على موقع كينوبويسك (الروسية)